# ديفي جوليو
ديفي جوليو (بالإسبانية: Deivi Julio) (مواليد 12 أبريل 1980) هو ملاكم كولومبي، مثّل بلاده في الألعاب الأولمبية الصيفية 2008.

## روابط خارجية
ديفي جوليو على موقع اللجنة الأولمبية الدولية (الإنجليزية)
- ديفي جوليو على موقع أوليمبيديا (الإنجليزية)